# Solsonès
Solsonès (spanyolul Solsonés) járás (comarca) Katalóniában, Lleida tartományban. Solsonès Anoia, Segarra, Noguera, Alt Urgell, Berguedà és Bages comarcákkal határos.

## Települések
A települések utáni szám a népességet mutatja. Az adatok 2001 szerintiek.
- Castellar de la Ribera - 153
- Clariana de Cardener - 151
- La Coma i la Pedra - 239
- Guixers - 154
- Lladurs - 220
- Llobera - 218
- La Molsosa - 134
- Navès - 278
- Odèn - 277
- Olius - 566
- Pinell de Solsonès - 224
- Pinós - 308
- Riner - 279
- Sant Llorenç de Morunys - 921
- Solsona - 7 344